# …But Seriously
…But Seriously (с англ. — «…Но серьезно») — четвёртый студийный альбом британского певца и композитора Фила Коллинза, выпущенный 7 ноября 1989 года на Atlantic Records в США и 20 ноября 1989 года в Великобритании на Virgin Records. После того, как Genesis взяли перерыв в 1987 году, Коллинз возобновил свою сольную карьеру, сначала снялся в фильме «Бастер», а затем записывал …But Seriously. Альбом стал более серьёзным, чем предыдущий альбом No Jacket Required, и в нескольких песнях есть тексты, касающиеся социально-экономических и политических тем.
…But Seriously имел огромный коммерческий успех во всем мире, достигнув № 1 в UK Album Chart и Billboard 200. Самый продаваемый альбом 1990 года в Великобритании, где было продано 2 750 000 копий и 4 000 000 в США. Сингл «Another Day in Paradise» получил премию «Грэмми» в категории «запись года». В следующем году Коллинз отправился в мировое турне в поддержку альбома. В 2016 году альбом прошедший процедуру ремастеринга был переиздан с добавлением бонус-треками, а также обновленными обложкой.

## Музыкальный стиль
Хотя большая часть альбома следует той же формуле, что и предыдущий альбом Коллинза, No Jacket Required (1985), но звучание претерпело изменения, например Коллинз решил использовать живые ударные вместо драм-машин, используемых в No Jacket Required. Он также использовал клавишные и электронное пианино, но меньше синтезаторов. Альбом также содержит единственный инструментальный трек «Saturday Night and Sunday Morning», который напоминает о джазовых инструментальных композиций, которые были в его первых двух альбомах, Face Value и Hello, I Must Be Going.

## Музыка и тематика текстов
Как следует из названия, альбом является более серьёзным чем предыдущей альбом Коллинза. Коллинз уделяет внимание на социальные и политические темы. Хотя включает в себя политические темы, …But Seriously не отказывается от темы отношений. Но в отличие от своих ранних работ, Коллинз использует более зрелый и рефлексивный подход, когда смотрит на отношения в своей жизни.
«Another Day in Paradise» был выпущен в качестве сингла и стал крупнейшим хитом альбома. Текст рассказывает о бедственное положение бездомных. Песня была вдохновлена визитом Коллинза в Вашингтон. Там он был поражен широко распространенной бедностью, в которой живет так много людей, и борьбой, с которой сталкиваются бездомные. В равной степени он был поражен оставлением этих людей и самодовольством города в целом, несмотря на то, что он являлся столицей США (отсюда ирония, использованная в названии песни).
Другая политически тематическая песня в альбоме — «Colours», в которой Коллинз осуждает сегрегацию и угнетение чернокожих людей в ЮАР при апартеиде. Возможно, песня с самым прогрессивным-роковым влиянием в этом альбоме (Коллинз был на тот момент участником прог-рок группы Genesis), «Colours» не стала достаточно известной, так как она длилась почти девять минут, что не вписывалась 3-4 минутный формат радиостанций. Политическая тема также очевидна во второй песне «That’s Just the Way It Is», которая посвящена проблемам Северной Ирландии. В тексте Коллинз упоминается тупик сектантских учений Ольстера.
В альбоме также присутствует драматический, написанный под влиянием Евангелия трек «I Wish It Would Rain Down», в котором Эрик Клэптон играет на гитаре, и стал одним из самых популярных песен альбома. «Father to Son» — песня, в которой Коллинз рассказывает свои отношение с собственным сыном Саймоном. Песня имеет позитивный, вдохновляющий тон, когда он пытается помочь своему сыну пройти через некоторые испытания жизни и любви и заверить его в том, что «если вы посмотрите назад, я буду там».

## Концертное турне
Фил Коллинз организовал мировой гастрольный тур, получивший название Seriously Live!.
Всего было дано 113 концертов на 3 континентах. По итогам тура был выпущен концертный альбом Serious Hits… Live!, а также одноимённый видеофильм.

## Выход альбома
| Оценки критиков | Оценки критиков |
| Источник        | Оценка          |
| --------------- | --------------- |
| AllMusic        | [ 5 ]           |
| Rolling Stone   | [ 6 ]           |

Первоначально Atlantic Records разместил наклейку на CD-версии альбома с надписью «Два бонусных трека», с которой Коллинз не согласился, пояснив, что это «лишние» песни. Стикер был изменен соответственно.
На 33-й церемонии премии «Грэмми» «Another Day in Paradise» выиграл в категории «Запись года». …But Seriously получил номинации на альбом года, продюсер года (неклассический) и лучший инженерный записи (неклассический). «Another Day in Paradise» был далее номинирован на Песню года и Лучшее поп-вокальное исполнение (мужской), а инструментальная композиция «Saturday Night and Sunday Morning» была номинирована на «Лучшее поп-инструментальное исполнение».
…But Seriously получил две награды American Music Awards за «Лучший поп/рок альбом» и «Лучший поп/рок мужской исполнитель».
На церемонии вручения наград BRIT Awards в 1990 году «Another Day in Paradise» выиграл в категории за лучший британский сингл, в то время как Коллинз был назван британским исполнителем-мужчиной.
В Великобритании …But Seriously провел 15 недель подряд на № 1 в UK Albums Chart, включая весь рождественский сезон, и в конце 1989 года стал третьим самым продаваемым альбомом года в стране после всего лишь шести недель выпуска. Он стал самым продаваемым альбомом 1990 года в Великобритании. …But Seriously также достиг № 1 в Billboard 200, и продержался на нём четыре недели и стал вторым самым продаваемым альбомом 1990 года в США, согласно Billboard.
В Германии …But Seriously стал вторым самым успешным в истории музыкальных чартов и продаж, и был признан лучшим альбомом иностранного репертуара.

## Список композиций

### CD-издание
Слова и музыка всех песен — написаны Филом Коллинзом кроме специально указанных.
| №                   | Название                                                               | Длительность |
| ------------------- | ---------------------------------------------------------------------- | ------------ |
| 1.                  | «Hang in Long Enough»                                                  | 4:44         |
| 2.                  | «That's Just the Way It Is»                                            | 5:20         |
| 3.                  | «Do You Remember?»                                                     | 4:36         |
| 4.                  | «Something Happened on the Way to Heaven» (Дэрил Стюрмер, Фил Коллинз) | 4:52         |
| 5.                  | «Colours»                                                              | 8:51         |
| 6.                  | «I Wish It Would Rain Down»                                            | 5:28         |
| 7.                  | «Another Day in Paradise»                                              | 5:22         |
| 8.                  | «Heat on the Street»                                                   | 3:51         |
| 9.                  | «All of My Life»                                                       | 5:36         |
| 10.                 | «Saturday Night and Sunday Morning» (Фил Коллинз, Томас Вашингтон)     | 1:26         |
| 11.                 | «Father to Son»                                                        | 3:28         |
| 12.                 | «Find a Way to My Heart»                                               | 6:08         |
| Общая длительность: | Общая длительность:                                                    | 59:42        |

### LP-издание
Слова и музыка всех песен — написаны Филом Коллинзом кроме специально указанных.
| №  | Название                    | Длительность |
| -- | --------------------------- | ------------ |
| 1. | «Hang in Long Enough»       | 4:44         |
| 2. | «That's Just the Way It Is» | 5:20         |
| 3. | «Find a Way to My Heart»    | 6:08         |
| 4. | «Colours»                   | 8:51         |
| 5. | «Father to Son»             | 3:28         |

| №                   | Название                                                               | Длительность |
| ------------------- | ---------------------------------------------------------------------- | ------------ |
| 6.                  | «Another Day in Paradise»                                              | 5:22         |
| 7.                  | «All of My Life»                                                       | 5:36         |
| 8.                  | «Something Happened on the Way to Heaven» (Дэрил Стюрмер, Фил Коллинз) | 4:52         |
| 9.                  | «Do You Remember?»                                                     | 4:36         |
| 10.                 | «I Wish It Would Rain Down»                                            | 5:28         |
| Общая длительность: | Общая длительность:                                                    | 54:25        |

### Бонус-треки переиздания 2016 года
| №   | Название                                                  | Длительность |
| --- | --------------------------------------------------------- | ------------ |
| 1.  | «Hang in Long Enough (Live 1997)»                         | 4:52         |
| 2.  | «Something Happened on the Way to Heaven (Live 2004)»     | 5:26         |
| 3.  | «Colours (Live 1990)»                                     | 11:20        |
| 4.  | «Saturday Night and Sunday Morning (Live 1990)»           | 1:54         |
| 5.  | «Always (Live 1990)»                                      | 4:30         |
| 6.  | «Find a Way to My Heart (Live 1997)»                      | 5:40         |
| 7.  | «That's How I Feel (B-сайд)»                              | 5:05         |
| 8.  | «You've Been in Love (That Little Bit Too Long) (B-сайд)» | 4:49         |
| 9.  | «Another Day in Paradise (Демо)»                          | 5:21         |
| 10. | «That's Just the Way It Is (Демо)»                        | 4:54         |
| 11. | «I Wish It Would Rain Down (Демо)»                        | 5:30         |
| 12. | «Hang in Long Enough (Демо)»                              | 4:34         |
| 13. | «Do You Remember? (Демо)»                                 | 4:43         |

## Рабочие названия композиций
- Первоначальным названием композиции «Do You Remember?» (с англ. — «Ты помнишь?») было «Lionel».
- Первоначальным названием композиции «Something Happened on the Way to Heaven» (с англ. — «Что-то случилось по пути в рай») было «Broadway Chorus» (с англ. — «Бродвейский хор»).
- Первоначальным названием первой части композиции «Colours» (с англ. — «Цвета») было «Hymn» (с англ. — «Гимн»), а название второй части было «Oh! Mr. Botha What Can We Do?» (с англ. — «О, мистер Бота, что мы можем сделать?»).
- Первоначальным названием первой части композиции «Another Day in Paradise» (с англ. — «Ещё один день в раю») было «Homeless» (с англ. — «Бездомные»).

## Участники записи
| Основной состав - Фил Коллинз — вокал, клавишные, ударные, перкуссия, тамбурин - Дэрил Стюрмер — гитара - Натан Ист (англ. Nathan East) — бас-гитара - The Phenix Horns — духовая секция: - Дон Майрик — саксофон - Луи Саттерфилд — тромбон - Гарри Ким — труба - Рамли Майкл Дэвис — труба - Алекс Браун — бэк-вокал - Марва Кинг — бэк-вокал - Лин Фиддмон — бэк-вокал                                                    | |
| Технический персонал - Фил Коллинз (англ. Phil Collins) — продюсирование, сведение - Хью Пэдхам (англ. Hugh Padgham) — продюсирование, сведение, инженер - Эд Гудрей (англ. Hugh Padgham) — помощник инженера (Лос-Анджелес) - Симон Осборн (англ. Simon Osbourne) — помощник инженера - Tom Tom 84 — аранжировка - Морис Спирс (англ. Maurice Spears) — мастеринг - Тревор Ки (англ. Trevor Key) — фотограф, дизайн обложки | Приглашённые музыканты - Дэвид Кросби (англ. David Crosby) — дополнительный вокал на «That’s Just the Way It Is» и «Another Day in Paradise» - Лиланд Склар (англ. Leland Sklar) — бас-гитара на «Hang in Long Enough» и «Something Happened on the Way to Heaven» - Пино Паладино (англ. Pino Palladino) — бас-гитара на «Do You Remember?» и «I Wish It Would Rain Down» - Стивен Бишоп (англ. Stephen Bishop) — дополнительный вокал на «Do You Remember?» - Эрик Клэптон (англ. Eric Clapton) — гитара на «I Wish It Would Rain Down» - Стив Уинвуд (англ. Steve Winwood) — орган Хаммонда на «All of My Life» - Доминик Миллер (англ. Dominic Miller) — гитара на «All of My Life» |

## Позиции в чартах
| Чарт (1989—2016)                    | Наивысшая позиция |
| ----------------------------------- | ----------------- |
| Австралия (ARIA)                    | 1                 |
| Австрия (Ö3 Austria)                | 1                 |
| Канада (Canadian Albums Chart)      | 1                 |
| Дания (Hitlisten)                   | 1                 |
| Нидерланды (Album Top 100)          | 1                 |
| Финляндия (Suomen virallinen lista) | 1                 |
| Франция (SNEP)                      | 1                 |
| Германия (Offizielle Top 100)       | 1                 |
| Новая Зеландия (RMNZ)               | 1                 |
| Норвегия (VG-lista)                 | 1                 |
| Испания (PROMUSICAE)                | 1                 |
| Швеция (Sverigetopplistan)          | 1                 |
| Швейцария (Schweizer Hitparade)     | 1                 |
| Великобритания (UK Albums Chart)    | 1                 |
| США (Billboard 200)                 | 1                 |

## Сертификации
| Регион | Сертификация  | Продажи    |
| --- | ------------- | ---------- |
| Аргентина (CAPIF) | 3× Платиновый | 180 000^   |
| Австралия (ARIA) | 5× Платиновый | 350 000^   |
| Австрия (IFPI Austria)                                                                                                   | 2× Платиновый | 100 000*   |
| Бразилия (ABPD) | Золотой       | 100 000*   |
| Канада (Music Canada) | 7× Платиновый | 700 000^   |
| Финляндия (Musiikkituottajat)                                                                                            | Платиновый    | 74 715     |
| Франция (SNEP) | Бриллиантовый | 1 711 100  |
| Германия (BVMI) | 6× Платиновый | 3 000 000^ |
| Гонконг (IFPI Hong Kong)                                                                                                 | Платиновый    | 15 000*    |
| Италия (FIMI) | 3× Платиновый | 300 000*   |
| Япония (RIAJ) | Платиновый    | 200 000^   |
| Нидерланды (NVPI) | 2× Платиновый | 200 000^   |
| Новая Зеландия (RMNZ) | Платиновый    | 15 000^    |
| Португалия (AFP) | 2× Платиновый | 80 000^    |
| Швеция (GLF) | Золотой       | 50 000^    |
| Испания (PROMUSICAE) | 7× Платиновый | 750,000    |
| Швейцария (IFPI Switzerland)                                                                                             | 5× Платиновый | 250 000^   |
| Великобритания (BPI) | 9× Платиновый | 2 750 000  |
| США (RIAA) | 4× Платиновый | 4 000 000^ |
| * Данные о продажах приведены только на основе сертификации. ^ Данные о тиражах приведены только на основе сертификации. |               |            |